# Meitzendorf
Meitzendorf ist ein Ortsteil der Einheitsgemeinde Barleben im Landkreis Börde in Sachsen-Anhalt.

## Geschichte
Meitzendorf wird im Jahre 940 als Ort Michotandorp erstmals erwähnt. 1564 hat der Ort dann seinen heutigen Namen erhalten. Anfang des 20. Jahrhunderts erwarb der Müller Otto Beyer die Böckelmannsche Windmühle und ließ sie von Westerhüsen nach Meitzendorf bringen. Die Mühle war die letzte Meitzendorfer Mühle. Um 1938 betrieb die Tochter Beyers darin noch eine Schrotmühle.
Bereits am 1. Mai 1992 gründeten die Gemeinden Barleben, Ebendorf und Meitzendorf zur Erledigung ihrer Verwaltungsaufgaben die Verwaltungsgemeinschaft Mittelland. Nach einem Bürgerentscheid entstand aus den drei Gemeinden zum 1. Juli 2004 dann die Einheitsgemeinde Mittelland, die aber schon am 2. Juni 2005 in Barleben umbenannt wurde. Die Bildung der Einheitsgemeinde war nicht unumstritten, da die Landeshauptstadt Magdeburg selbst die Eingemeindung der Gemeinde Barleben anstrebte. In einer Bürgeranhörung im Jahre 2001 entschieden sich über 90 Prozent der Teilnehmer für die Bildung der Einheitsgemeinde. Der am 13. Juni 2001 unterzeichnete Gebietsänderungsvertrag trat zum 1. Juli 2004 in Kraft. Die drei Ortschaften profitieren heute von der Steuerkraft der Einheitsgemeinde. Meitzendorf besitzt einen Ortschaftsrat und Ortsbürgermeister, denen Angelegenheiten der örtlichen Gemeinschaft zur eigenen Entscheidung übertragen wurden.

## Gedenkstätte
- Grabstätte auf dem Ortsfriedhof für einen unbekannten KZ-Häftling, der möglicherweise bei einem Todesmarsch aus dem Außenlager Wieda des KZ Dora-Mittelbau von SS-Männern ermordet wurde.

## Politik

### Ortsbürgermeister
Ortschaftsbürgermeister von Meitzendorf ist Peter Hiller (CDU).

### Wappen
Das Wappen wurde am 23. Juli 1937 durch den Oberpräsidenten der Provinz Sachsen verliehen und am 9. April 1997 durch das Regierungspräsidium Magdeburg bestätigt.
Blasonierung: „Im roten Felde eine silberne Marke in Gestalt einer oben offenen Acht.“
Die Marke, offenbar ein sehr altes Wehrzeichen der Gemeinde, kommt bereits in einem Siegel der Gemeinde vor, dessen Stempel aus dem 18. Jahrhundert stammt.
Das Wappen wurde von dem Magdeburger Staatsarchivrat Otto Korn gestaltet. Im Zuge der Flaggengenehmigung 2003 kam es zu einer Veränderung des Schildes zum Halbrundschild mit steilen Flanken, was seither so geführt wird.

### Flagge
Die Flagge wurde vom Kommunalheraldiker Jörg Mantzsch entworfen und am 17. Februar 2003 durch das Regierungspräsidium Magdeburg genehmigt.
Die Flagge ist rot-weiß-rot gestreift im Verhältnis 1:4:1, Längsform Streifen senkrecht verlaufend, Querform Streifen waagerecht verlaufend und mittig mit dem Wappen der Gemeinde belegt.

## Infrastruktur

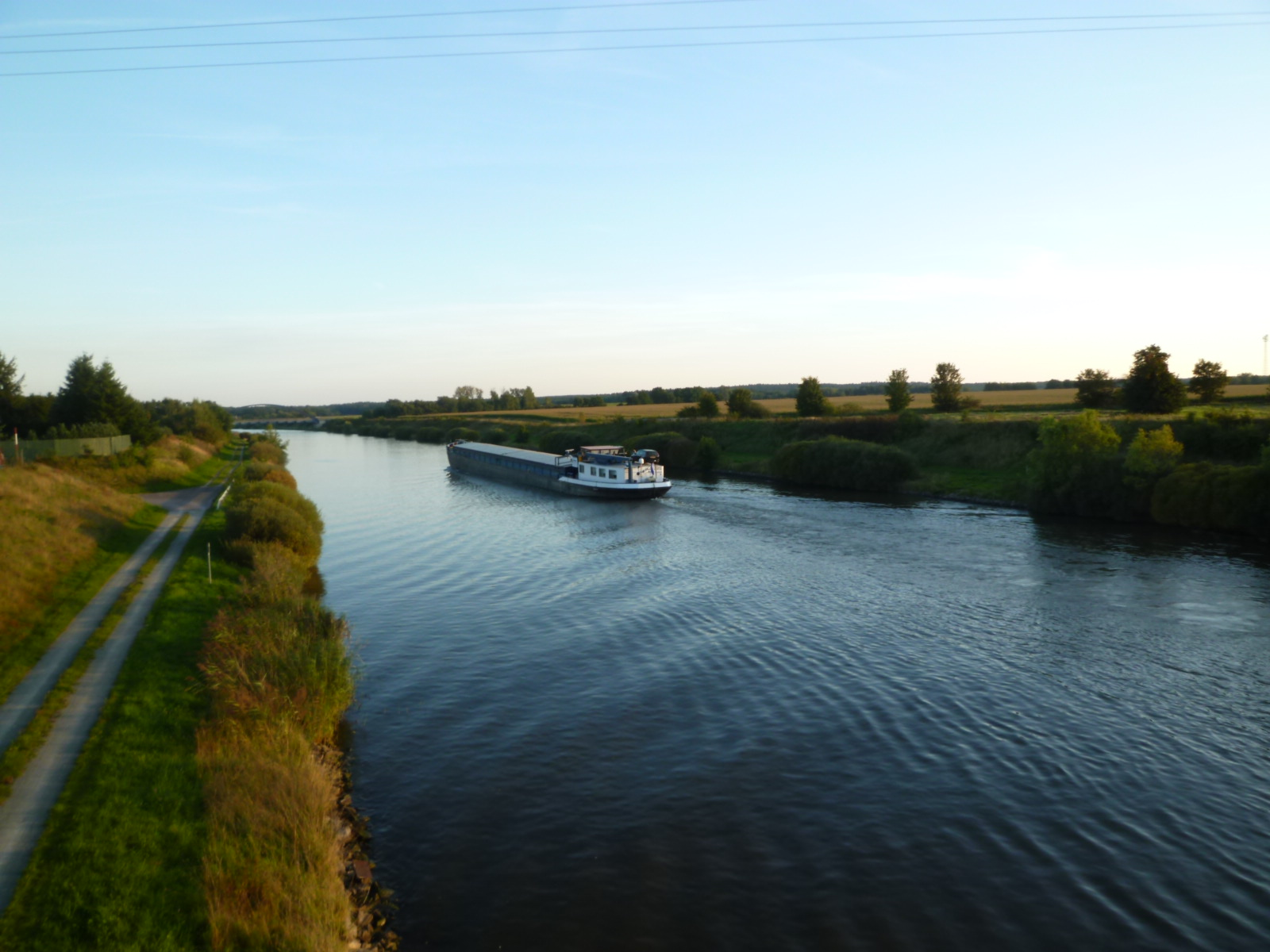
Der Mittellandkanal

Am Ort vorbei verlaufen die A14 und die Bundesstraße 71. Nördlich liegt der Mittellandkanal. Das Gewerbegebiet des Ortes Meitzendorf, in dem viele bekannte Betriebe ihren Sitz haben, hat eine Größe von etwa 30 Hektar. Die örtliche Kindertagesstätte trägt den Namen „Birkenwichtel“. Meitzendorf hat einen Bahnhof an der Bahnstrecke Glindenberg–Oebisfelde.
Für das allgemeine Leben stehen den Einwohnern zudem ein Bäcker, Fleischer, Blumenladen, eine Allgemeinarzt-Praxis, ein Pflegedienst und mehrere Pensionen zur Verfügung. Zum Gebiet der Gemarkung Meitzendorf gehört noch der nahegelegene Jersleber See.

## Kultur und Sehenswürdigkeiten

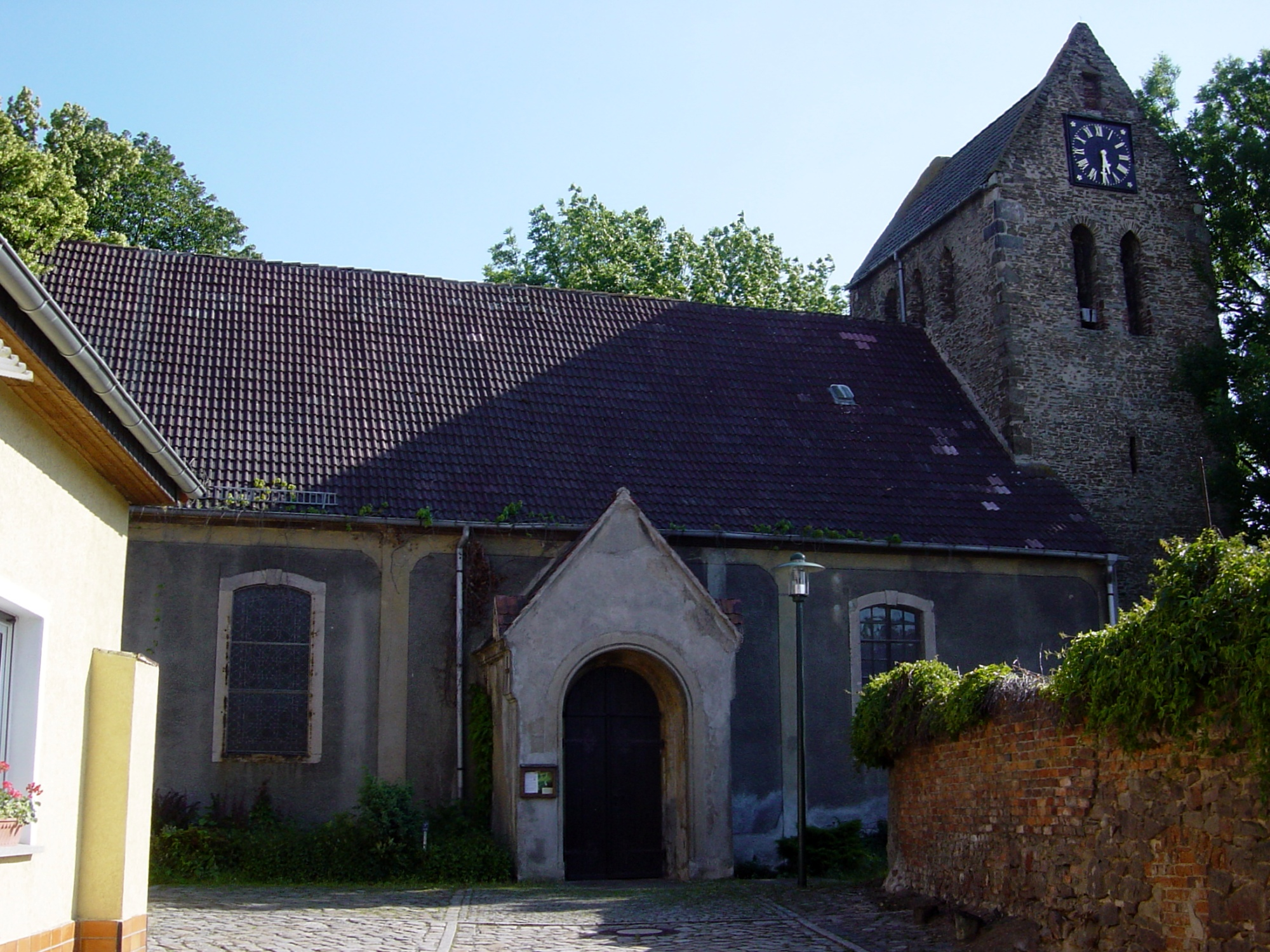
Evangelische Kirche St. Petri

In Meitzendorf gibt es mehrere Vereine und die aus dem 15. Jahrhundert stammende Kirche St. Petri sowie Fachwerkhäuser, Parks und Spielanlagen. Im Jahre 2009 wurde ein neues Feuerwehrhaus errichtet.
Außerdem errang Meitzendorf einen 2. Platz im Wettbewerb „Unser Dorf hat Zukunft“. Das ganze Jahr über finden zahlreiche öffentliche Veranstaltungen im Dorfgemeinschaftshaus statt.

## Persönlichkeiten
- Anton Altrichter (1882–1954), Lehrer und Historiker, starb hier
- Heinrich Leist (1859–1910), Kolonialbeamter in Kamerun, starb in Chicago